# Płyn pseudoplastyczny
Płyn pseudoplastyczny – płyn, w którym naprężenie styczne nie jest stałe i maleje monotonicznie wraz ze wzrostem szybkości ścinania, ale nie zależy od czasu i sposobu ścinania (jak ma to miejsce dla płynów tiksotropowych). Przykłady płynów pseudoplastycznych: krew, keczup, ciekły kauczuk, roztwory mydlane, bita śmietana, lakier do paznokci oraz wiele polimerów i in.